# Catherine Byrne (Politikerin, um 1897)
Catherine Byrne (geborene Fraser; † 24. Januar 1994 in London) war eine aus Edinburgh, Schottland stammende irische Politikerin. Sie gehörte seit 1949 dem Stadtrat von Dublin an und bekleidete vom 30. Juni 1958 bis Juni 1959 das Amt des Oberbürgermeisters der Stadt (Lord Mayor of Dublin). Mit ihrer Wahl wurde sie die zweite Frau, die dieses Amt ausübte.
Catherine Byrne war mit Thomas Byrne († 1949) verheiratet. Als dieser starb, rückte sie für ihn in den Stadtrat von Dublin nach. Im Jahr 1958 war sie die Kandidatin der Fine Gael für das Amt des Dubliner Oberbürgermeisters. Nachdem bereits vier Kandidaten, darunter auch James Carroll, in der Vorrunde ausgeschieden waren, setzte sich mit 23 zu 17 Stimmen gegen Robert Briscoe durch. Bei der Oberbürgermeisterwahl am 29. Juni 1959 trat sie nicht mehr an.
Im Herbst 1967 verließ die nunmehr 70-Jährige den Stadtrat, zu diesem Zeitpunkt war sie dessen einziges weibliches Mitglied gewesen, und zog nach London, wo sie bei ihren Töchtern lebte. Erst September 1988 kehrte sie erneut nach Dublin zurück, als der momentane Oberbürgermeister Ben Briscoe anlässlich des Millenniums der Stadt, Auszeichnungen an seine 17 noch lebenden Amtsvorgänger aushändigte. Catherine Byrne war zu diesem Zeitpunkt 91 Jahre alt.